# 曼森 (愛荷華州)
曼森（英語：Manson）是一個位於美國愛荷華州卡爾霍恩縣的城市。

## 地理
曼森的座標為42°31′50″N 94°32′05″W / 42.53056°N 94.53472°W，而該地的平均海拔高度為378米（即1240英尺）。

## 人口
根據2010年美國人口普查的數據，曼森的面積為8.24平方千米，當中陸地面積為8.24平方千米，而水域面積為0.00平方千米。當地共有人口1690人，而人口密度為每平方千米205人。